# Pamela Koffler

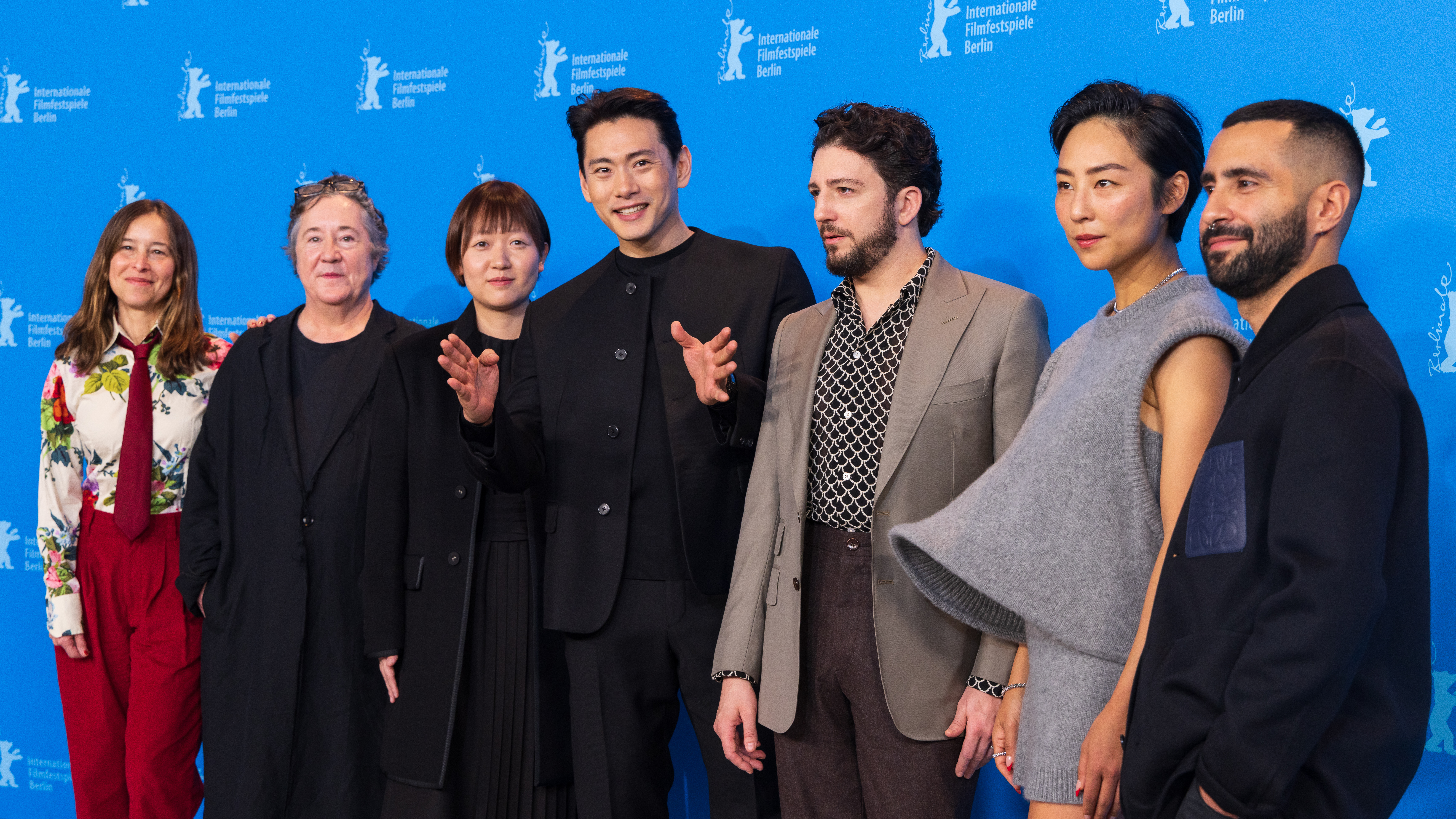
Pamela Koffler (ganz links), Christine Vachon, Celine Song, Teo Yoo, John Magaro, Greta Lee und David Hinojosa bei der Vorstellung des Films Past Lives auf der Berlinale 2023

Pamela „Pam“ Koffler (* in Glen Ridge, New Jersey) ist eine US-amerikanische Filmproduzentin.
Pamela Koffler studierte Französische Literatur an der Yale University. Seit Anfang der 1990er Jahre ist sie als Filmproduzentin tätig. 1995 gründete sie mit Christine Vachon die Produktionsfirma Killer Films. Für I’m Losing You wurde sie 1998 mit dem Independent Spirit Award ausgezeichnet.

## Filmografie (Auswahl)
- 1997: Office Killer
- 1998: I’m Losing You
- 2001: Die Grauzone (The Grey Zone)
- 2001: Chelsea Walls
- 2001: Hedwig and the Angry Inch
- 2002: One Hour Photo
- 2004: Ein Zuhause am Ende der Welt (A Home at the End of the World)
- 2005: The Notorious Bettie Page
- 2007: Then She Found Me
- 2007: Wilde Unschuld (Savage Grace)
- 2009: New York Mom
- 2011: Mildred Pierce (Miniserie)
- 2012: Um jeden Preis – At Any Price (At Any Price)
- 2013: Mein Leben mit Robin Hood (The Last of Robin Hood)
- 2014: Still Alice – Mein Leben ohne Gestern (Still Alice)
- 2017: Beatriz at Dinner
- 2017: Wonderstruck
- 2018: Colette
- 2019: Vergiftete Wahrheit (Dark Waters)
- 2023: Past Lives – In einem anderen Leben (Past Lives)
- 2023: May December
- 2025: Was ist Liebe wert – Materialists (Materialists)

## Auszeichnungen
Gotham Award
- 2023: Auszeichnung als Bester Film (Past Lives)